# Методичка структура часа обраде штампаног или писаног слова
Методичка структура часа обраде штампаног или писаног слова приказује структуру часа у току кога се обрађује штампано или писано слово азбуке у првом разреду. То подразумева одређени низ поступака који се примењују у току часа који воде ка усвајању правилног писања слова, уочавању његове графичке структуре, повезивање са гласом, примену у писању речи и реченица.
Приступ гласу 
- психолошко интелектуална припрема

Обрада гласа 
- издвајање гласа
- истицање циља часа
- уочавање гласа у разним речима
- вежбање изговарања гласа
- повезивање са гласовима из природе

Обрада слова 
- показивање и учење новог слова
- фонографичка вежба
- уочавање слова у речима
- упоређивање са другим словима
- самостални рад на обликовању слова
- писање слова

Читање
- слагање речи на словарици
- шчитавање новог слова
- читање и интерпретација текста из Буквара
- вежбање читања текста

Самостални и ствралачки рад
- састављање речи од задатих слова
- састављање реченица од задатих речи
- писање на основу слика
- допуњавање започете реченице
- рад на деформисаним реченицама
- рад на наставним листићима
- технички радови и цртање
- испуњалке, ребуси, укрштенице

Домаћи задатак
- задавање домаћег задатка

(наставни листови, уџбеник или по избору наставника)